# Двор-Солоневичи (Полоцкий район)
Двор-Солоневичи (бел. Дво́р-Салане́вічы) — деревня в Полоцком районе Витебской области Республики Беларусь. В составе Бабыничского сельсовета.

## География
Ближайшие населённые пункты Бабыничи, Замошье 1, Углы-2.

### Гидрография
На окраине деревни расположено озеро Большой Беленок.

## Население

### Численность
- 2009 год — 26 жителей

### Динамика
- 2009 год — 26 жителей (перепись населения)[2]

## Достопримечательность
- Братская могила —  Историко-культурная ценность Республики Беларусь, шифр 213Д000660.

## Ссылка
- Полоцкий райисполком.